# Bironico
Bironico  är en ort i kommunen Monteceneri i kantonen Ticino, Schweiz. 
Bironico var tidigare en självständig kommun, men 21 november 2010 blev Bironico en del av nybildade kommunen Monteceneri.